# Romain-Rolland-Gymnasium Dresden

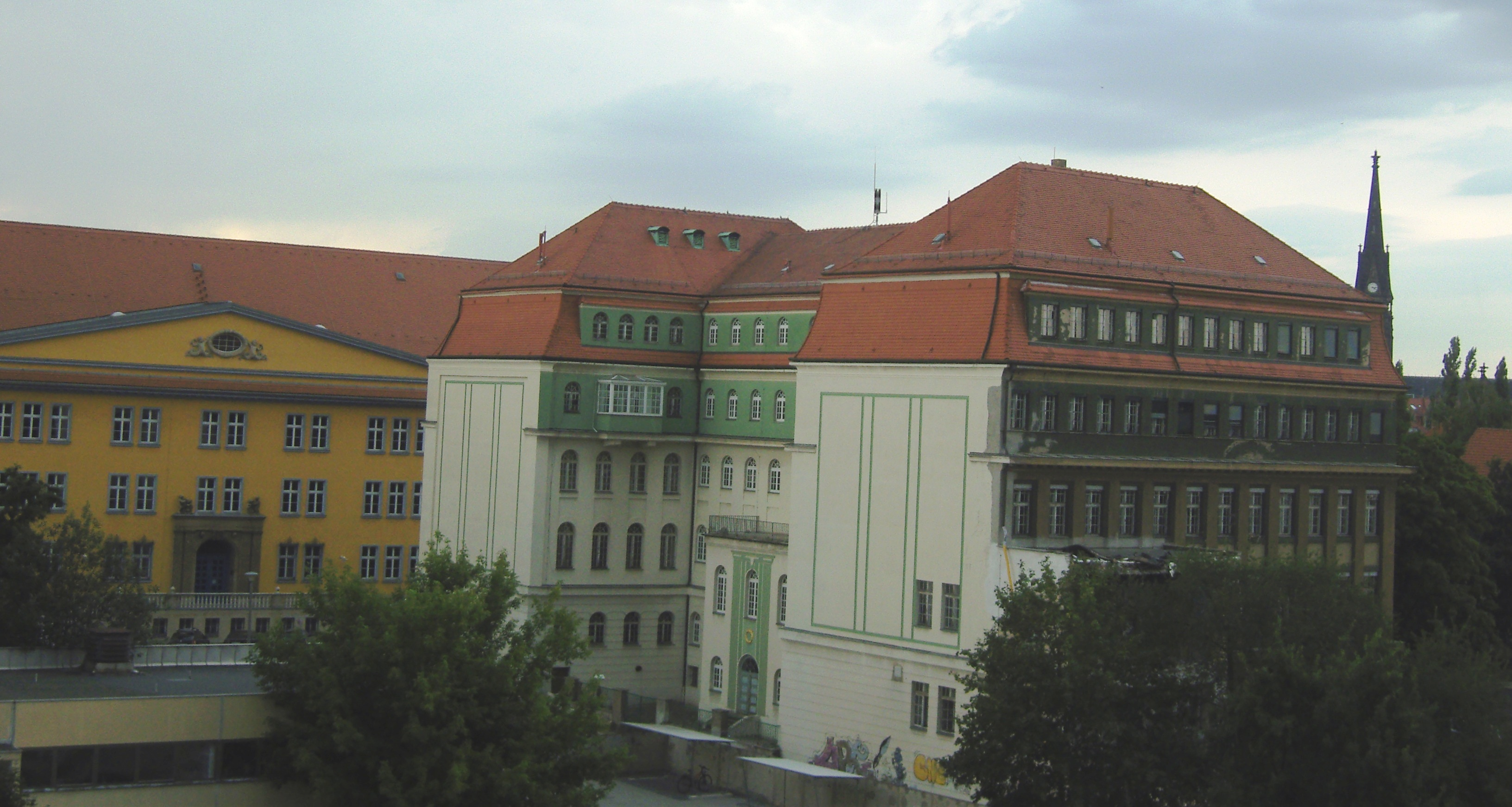
Rückansicht des Schulgebäudes im Juli 2009

Das Romain-Rolland-Gymnasium Dresden, kurz RoRo, ist ein Gymnasium in Dresden mit einem bilingualen Zweig, der die vertiefte Ausbildung im Fach Französisch ermöglicht. Das Gymnasium ist nach dem französischen Schriftsteller Romain Rolland benannt.

## Schulgebäude
Das Romain-Rolland-Gymnasium ist ein denkmalgeschütztes Gebäude in der Inneren Neustadt von Dresden. Das an der Weintraubenstraße 3 gelegene Schulgebäude wurde ursprünglich als Städtische Studienanstalt für Mädchen in den Jahren 1913–1915 von Hans Erlwein entworfen. Der neuklassizistische Putzbau mit strenger Wandpfeilergliederung wird durch den Farbklang aus grauem und grünem Verputz mit vergoldeten Reliefs bestimmt. Die Aula wird im Äußeren durch einen breiten Mittelrisalit mit Altan betont, auf dessen Brüstung sich Plastiken von Oskar Döll befinden. Das flache Walmdach wurde 1928/29 durch das heutige Mansarddach ersetzt. Das Schulgebäude wurde seit Juli 2009 saniert und erhielt Anbauten sowie eine neue Sporthalle. Die Schule ist nun auf einem hohen technischen Stand und verfügt über digitale, interaktive Wandtafeln, Gas- sowie Elektroniklifte für die Fachkabinette. Sie ist seit der Wiedereröffnung des Erlweinkomplexes Pilotschule für das Betriebssystem Windows 7. Für die Zeit der Sanierung befand sich die Schule in einem Ausweichquartier, dem ehemaligen Erich-Wustmann-Gymnasium im Stadtteil Prohlis. Die Schule unterhielt bis einschließlich Schuljahr 2008/09 eine Außenstelle am Unteren Kreuzweg.

## Geschichte
Das eigene Schulgebäude wurde am 14. April 1915 fertiggestellt und die Städtische Studienanstalt nahm mit 119 Schülerinnen als Realgymnasium mit mathematisch-naturwissenschaftlichem Zweig den Schulbetrieb auf. Aufgenommen wurden auf Antrag vorwiegend Mädchen aus den Schichten des gehobenen Bürgertums. 1919 kam ein humanistischer Zweig mit altsprachlichen Fächern hinzu.
Nach dem Aufstocken des Schulgebäudes in den Jahren 1928/29 auf vier Stockwerke konnte die nunmehr als „Städtisches Mädchengymnasium“ benannte Schule rund 350 Schülerinnen aufnehmen und war in ganz Sachsen das einzige Gymnasium mit einem so vielfältigen Bildungsangebot. Unter anderem wurden sogar schon Werk- und Schwimmunterricht, Stenografie, Chor, Orchesterübung, Musikgeschichte, Nadelarbeit, darstellende Geometrie und chemisch-biologische Übungen als Wahlfächer angeboten.
Aufgrund mangelnden Zulaufs erfolgte dennoch im März 1930 auf Anweisung des sächsischen Volksbildungsministeriums der Zusammenschluss mit der „Städtischen Höheren Mädchenschule“ an der Weintraubenstraße 1 zur „Neustädter höheren Mädchenschule mit Mädchengymnasium“. 1937 wurde die Schule in „Oberschule für Mädchen Dresden-Neustadt“ umbenannt. Nach Ende des Zweiten Weltkriegs wurde am 1. Oktober 1945 der Unterricht wieder aufgenommen. Noch vor der offiziellen Gründung der Deutschen Demokratischen Republik wurde das Mädchengymnasium 1947 mit dem Dresdner Jungengymnasium als Oberschule Dresden Nord zusammengelegt. Ostern 1948 nahm sie Lehrer und Schüler der aufgelösten Fletcherschule auf.
Seit dem Schuljahr 1962/63 waren die Schüler der Erweiterten Oberschule Dresden-Nord verpflichtet, neben der Schule eine Berufsausbildung zu absolvieren. Die Schüler der EOS erwarben während der vier Jahre Schulzeit gleichzeitig Abitur und Facharbeiterbrief. Die Ausbildung erfolgte nach dem Schema: drei Wochen Schule und eine Woche Betrieb. Während der Sommerferien waren zusätzlich einige Wochen praktische Arbeit im Ausbildungsbetrieb abzuleisten. Ab dem Schuljahr 1969/70 wurde die Berufsausbildung während der EOS-Schulzeit wieder abgeschafft.
In der zweiten Hälfte der 60er Jahre verstärkte sich der politische Druck auf die Schule. Daraus folgte eine Säuberungswelle, der im Zeitraum 1967/68 Lehrer und Schüler zum Opfer fielen, die nach politisch motivierten Gerichtsprozessen unfreiwillig die Schule verlassen mussten.
1967 erfolgte anlässlich des 100. Geburtstages von Romain Rolland die Umbenennung in „Erweiterte Oberschule Romain Rolland“.
Nachdem der mathematisch-naturwissenschaftliche Zweig weggefallen war, konnte er kurzfristig zurück errungen werden, fiel aber mit Beginn des neuen Schulsystems wieder weg. Direktor Manfred Walter war es zu verdanken, dass das Gymnasium als Besonderheit später den bilingualen Zweig (Deutsch-Französisch) anbieten konnte. Am 21. Oktober 1993 wurde der Schule der heutige Name „Romain-Rolland-Gymnasium“ verliehen. Mit zahlreichen Protesten konnte 1997 die Schließung des Gymnasiums verhindert werden.
Heute ist der Mädchenanteil unter den Schülern rund dreimal so hoch wie der Jungenanteil.

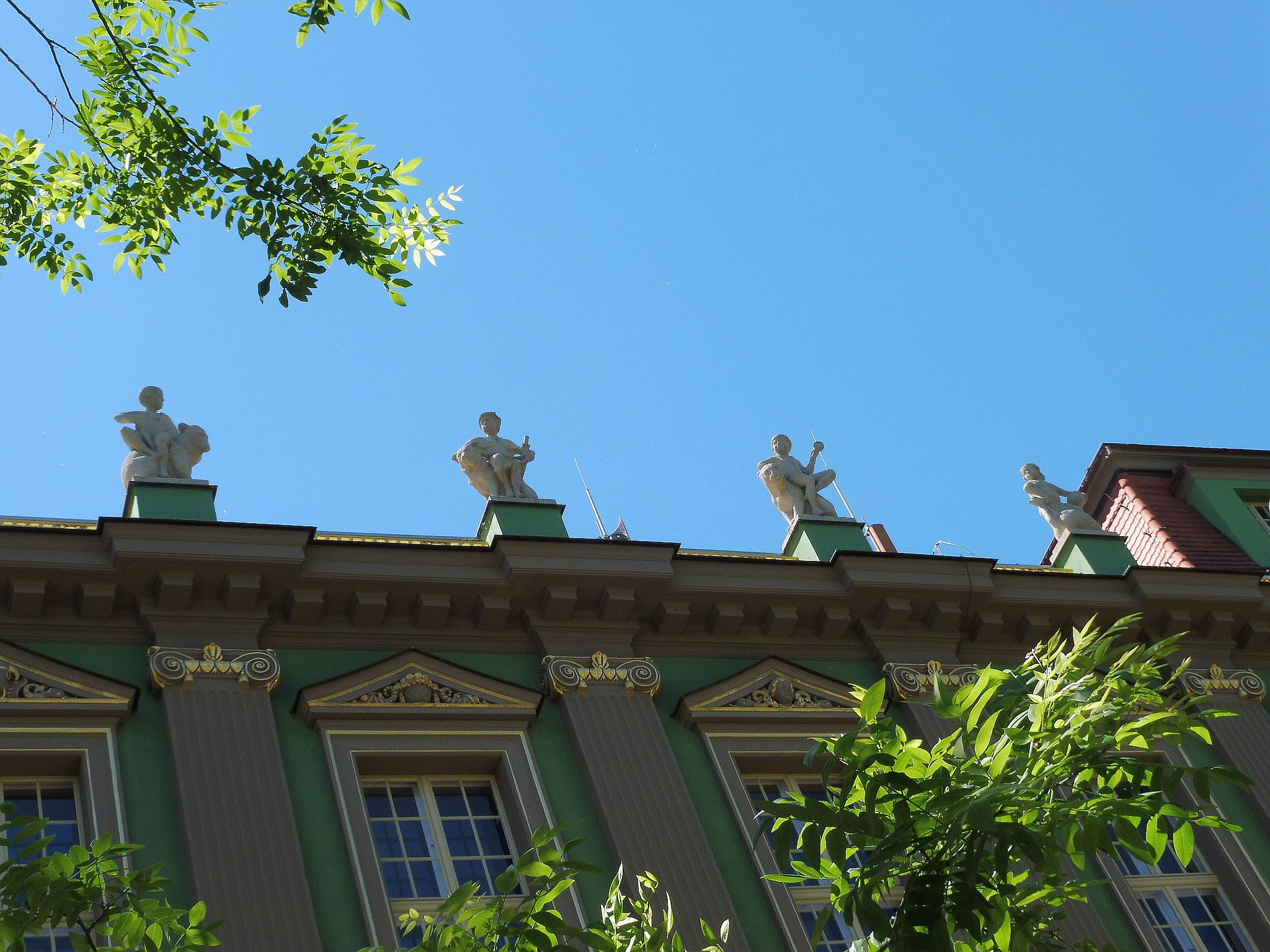
Teil der Fassade im Mai 2017

## Profil
Am Romain-Rolland-Gymnasium erhalten alle Schüler bereits ab der 5. Klasse Unterricht in Französisch und Englisch. In der 8. Klasse kommt je nach Wahl Spanisch oder Latein als Pflichtfach dazu. Das Gymnasium bietet ein sprachliches Profil und für die Schüler der bilingualen Klassen ab der 7. Klasse Geografieunterricht auf Französisch. In der Sekundarstufe II wird auch Geschichte auf Französisch angeboten. Nach dem Abitur bekommt der Schüler des bilingualen Zweiges eine entsprechende Zertifizierung.

## AbiBac
Das sogenannte AbiBac ist ein bilinguales Abitur auf Französisch und Deutsch, welches in beiden Ländern als Abschluss mit Hochschulreife anerkannt wird. Seit dem Schuljahr 2010/2011 wird das AbiBac als dritter Bildungsweg am Romain-Rolland-Gymnasium Dresden angeboten, den die Schüler des bilingualen Zweiges ab Klasse 10 absolvieren können. 2013 haben die ersten AbiBac-Abiturienten die Prüfungen erfolgreich abgelegt.

## Schulaustauschprogramme
Neben individuellen Schüleraustauschprogrammen führt das Gymnasium Schüleraustausche mit
- Bourg-en-Bresse, Strasbourg, Briey und Dinan in Frankreich, sowie mit
- Šternberk (bis 2010) und Vsetín (seit 2011) in Tschechien durch.

## Förderverein
An der Schule existiert ein Förderverein, der sich die Verbesserung und Schaffung von Abwechslung im Schulleben zum Ziel gesetzt hat. Er unterstützt Projekte und Veranstaltungen aber auch Klassenfahrten oder einzelne Schüler in besonderen Situationen. Der Verein vergibt jährlich einen dotierten Förderpreis, für den Schüler, Lehrer und Eltern für besonderes soziales Engagement oder besonders gute schulische Projekte nominiert werden können.

## Persönlichkeiten (Schüler, chronologisch)
Städtische Studienanstalt für Mädchen:
- Maria Reiche (1903–1998), Wissenschaftlerin

Neustädter Mädchengymnasium:
- Hildegard Hamm-Brücher (1921–2016), Politikerin

EOS Dresden-Nord:
- Steffen Heitmann (1944–2024), Politiker

EOS Romain Rolland:
- Freya Klier (* 1950), Autorin und Regisseurin
- Matthias Rößler (* 1955), Politiker
- Durs Grünbein (* 1962), Lyriker

Romain-Rolland-Gymnasium:
- Patrick Schreiber (* 1979), Politiker
- Julia Bonk (* 1986), Politikerin

## Schülerzeitungen
- Ro-Ro update (Q56648209)
- RoRo-Spickzettel (Q56648124)